# Anderson Mill
Anderson Mill és una concentració de població designada pel cens dels Estats Units a l'estat de Texas. Segons el cens del 2000 tenia 8.953 habitants.

## Demografia
Segons el cens del 2000, Anderson Mill tenia 8.953 habitants, 3.310 habitatges, i 2.429 famílies. La densitat de població era de 2.451,6 habitants per km².
Dels 3.310 habitatges en un 40,8% hi vivien nens de menys de 18 anys, en un 54,9% hi vivien parelles casades, en un 14,3% dones solteres, i en un 26,6% no eren unitats familiars. En el 18,7% dels habitatges hi vivien persones soles el 3,7% de les quals corresponia a persones de 65 anys o més que vivien soles. El nombre mitjà de persones vivint en cada habitatge era de 2,69 i el nombre mitjà de persones que vivien en cada família era de 3,09.
Per edats la població es repartia de la següent manera: un 27,6% tenia menys de 18 anys, un 10,4% entre 18 i 24, un 33,1% entre 25 i 44, un 22,8% de 45 a 60 i un 6,1% 65 anys o més.
L'edat mediana era de 33 anys. Per cada 100 dones de 18 o més anys hi havia 92,5 homes.
La renda mediana per habitatge era de 55.314 $ i la renda mediana per família de 59.821 $. Els homes tenien una renda mediana de 41.125 $ mentre que les dones 31.028 $. La renda per capita de la població era de 24.191 $. Aproximadament el 3,8% de les famílies i el 5,1% de la població estaven per davall del llindar de pobresa.

## Poblacions més properes
El següent diagrama mostra les poblacions més properes.